# Stelis tenuicaulis
Stelis tenuicaulis är en orkidéart som beskrevs av John Lindley. Stelis tenuicaulis ingår i släktet Stelis och familjen orkidéer. Inga underarter finns listade i Catalogue of Life.